# Моногенеї
Моногене́ї, або моногенети́чні сисуни (Monogenea) — клас паразитичних плоских червів (Platyhelminthes). Життєвий цикл відбувається без зміни хазяїв, містить одне покоління. У ролі хазяїв виступають переважно риби, рідко — амфібії або рептилії. Відомий один вид — Oculotrema hippopotami — який паразитує в очах бегемотів. Зараження, за рідкісними винятками, здійснює вільноплаваюча личинка — онкомірацидій.
Характерною рисою будови моногеней є наявність на задньому кінці тіла дорослих червів прикріплювального диску — гаптору.
Відомо близько 2 000 видів. Деякі моногенеї (наприклад, Gyrodactylus і Dactylogyrus) здатні призводити до придухи риб у природних водоймах і ставках рибних господарств.